# Fryderyka ze Szlezwika-Holsztynu-Sonderburga-Glücksburga
Friederike Caroline (ur. 9 października 1811 w Szlezwiku, zm. 10 lipca 1902 w Alexisbadzie) – księżniczka Schleswig-Holstein-Sonderburg-Glücksburg (do 1825 Schleswig-Holstein-Sonderburg-Beck); oraz poprzez małżeństwo ostatnia księżna Anhalt-Bernburg. 
Była drugą córką księcia Szlezwika-Holsztynu-Sonderburga-Glücksburga (do 1825 Schleswig-Holstein-Sonderburg-Beck) Fryderyka Wilhelma i jego żony księżnej Luizy Karoliny. 
30 października 1834 poślubiła księcia Anhaltu-Bernburg Aleksandra Karola. Para nie miała dzieci. Z powodu choroby umysłowej męża księżna Fryderyka przejęła odpowiedzialność za rząd. W 1855 oficjalnie została koregentką. 
Po śmierci Aleksandra Karola 19 sierpnia 1863 Anhhalt-Bernburg został odziedziczony przez księcia Anhalt-Dessau-Köthen Leopolda IV, dokonano tym samym zjednoczenia wszystkich księstw Anhalt.